# José Augusto Barbosa Colen
José Augusto Barbosa Colen (1849–1917), mais conhecido por Barbosa Colen, foi um jornalista, polemista e biógrafo português, autor de obras e escritos históricos. Colaborou com Manuel Joaquim Pinheiro Chagas, de que foi continuador, na edição da História de Portugal popular e ilustrada, obra de grande folgo e divulgação editada entre 1899 e 1909. Colaborou com Emídio Navarro em diversos projectos jornalísticos, tendo sido seu sucessor na direcção do jornal Novidades. Destaca-se a sua colaboração nas revistas Brasil-Portugal  (1899–1914) e Serões (1901–1911).

## Biografia
Em 1933 a Câmara Municipal de Lisboa homenageou o jornalista dando o seu nome a uma rua na Penha de França.